# بسپایک‌سانان
بسپایک‌سانان (نام علمی: Polypodiales) نام یک راسته از زیررده سرخس باریک‌هاگدان است. راسته‌ای از نهانزادان آوندی شامل دودمان‌های اصلی سرخس‌ها که بیش از هشتاد درصد گونه‌های سرخس‌های امروزی را در بر می‌گیرند و در بسیاری از مناطق جهان یافت می‌شوند.